# Ignazio Ghiurekian
Ignazio Ghiurekian CMV (* 14. Februar 1833 in Trabzon, Osmanisches Reich; † 3. Dezember 1921) war ein armenisch-katholischer Ordensgeistlicher und Generalabt der Mechitaristen von Venedig.

## Leben
Ignazio Ghiurekian trat der Ordensgemeinschaft der Mechitaristen von Venedig bei und empfing 1854 das Sakrament der Priesterweihe.
1876 wurde Ghiurekian Generalabt der Mechitaristen von Venedig. Papst Pius IX. ernannte ihn am 8. Mai 1877 zum Titularerzbischof von Traianopolis in Rhodope. Der Präfekt der Kongregation De Propaganda Fide, Alessandro Kardinal Franchi, spendete ihm am 20. Mai desselben Jahres die Bischofsweihe.